# Corrego Grande
Corrego Grande är ett samhälle i Brasilien.   Det ligger i kommunen Florianópolis och delstaten Santa Catarina, i den södra delen av landet, 1 300 km söder om huvudstaden Brasília. Corrego Grande ligger 10 meter över havet och antalet invånare är 5 000. Det ligger på ön Ilha de Santa Catarina.
Terrängen runt Corrego Grande är kuperad åt nordost, men åt sydväst är den platt. Havet är nära Corrego Grande västerut. Trakten är tätbefolkad. Närmaste större samhälle är Florianópolis, 4,3 km väster om Corrego Grande. 
I omgivningarna runt Corrego Grande växer i huvudsak städsegrön lövskog.